# David Ericsson

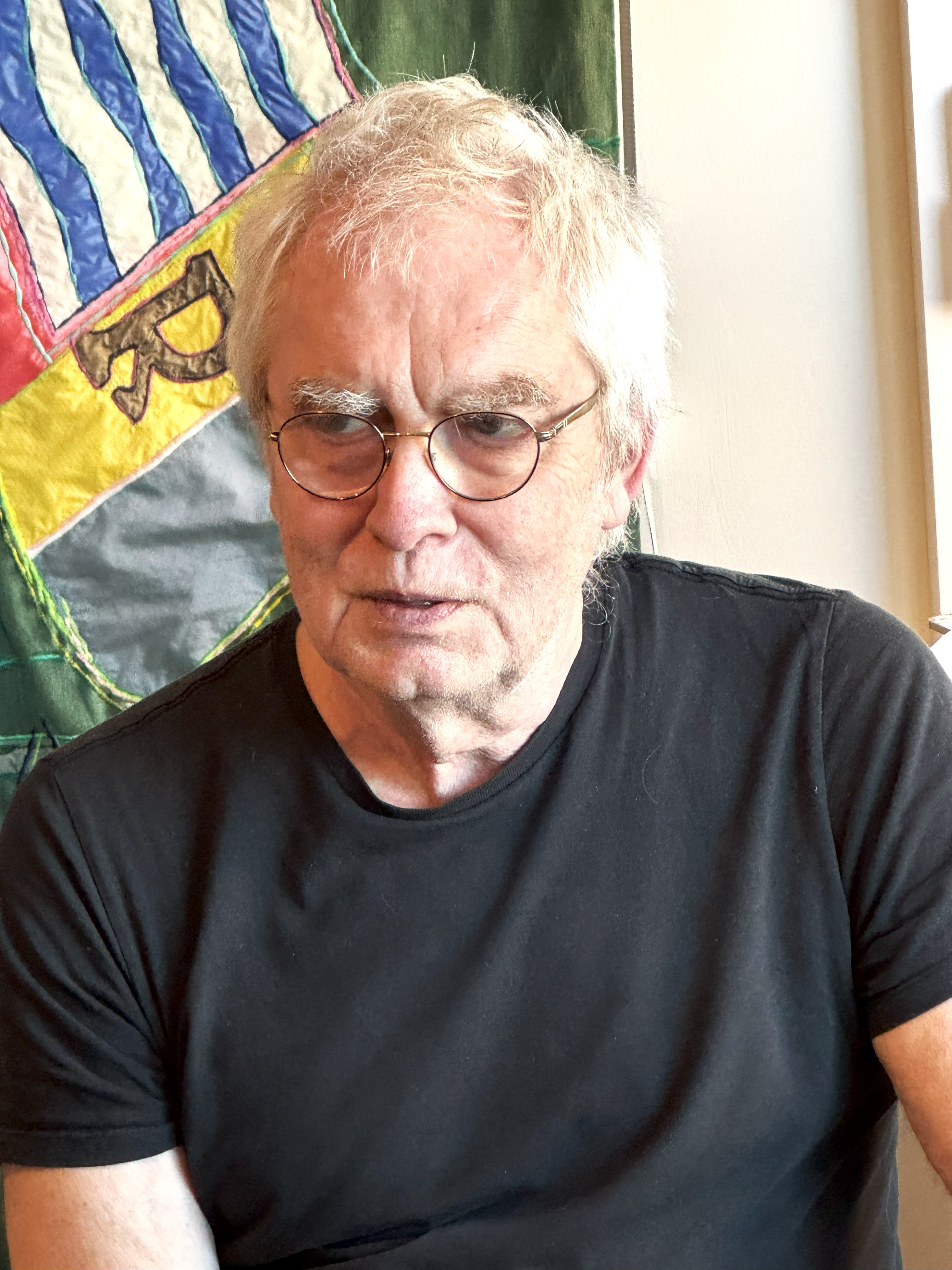
David Ericsson, 2025

David Ericsson, född 1958 i Stockholm, är en svensk författare, journalist och har jobbat många år som långtradarchaufför. 
Han debuterade 1999 med den uppmärksammande novellsamlingen Truck Stop som följdes av romanerna Redlight 2001 och Taxfee 2004. Samtliga utgivna på Ordfront förlag, som också gav ut Svart marmor 2009, Döden är inte nog 2018 och Den fredlösa 2022. Lindelöws bokförlag har även gett ut Vad skulle vi göra om vi inte var rädda? 2014. 
David Ericsson är också verksam som frilansmedarbetare på Transportarbetaren, Dagens Nyheter, Arbetet, Situtation Stockholm, Ordfront Magasin med flera tidningar. Han har medverkat med noveller i ett antal antologier bland andra i Insikter 2005 och Författarnas Lagerkvist 2018.

## Utmärkelser
- 2008 – LO:s kulturpris[2]
- 2019 – Ove Allanssonsällskapets stipendium[3]
- 2023 – Ivar Lo-priset[4]